# Svensk blå anka

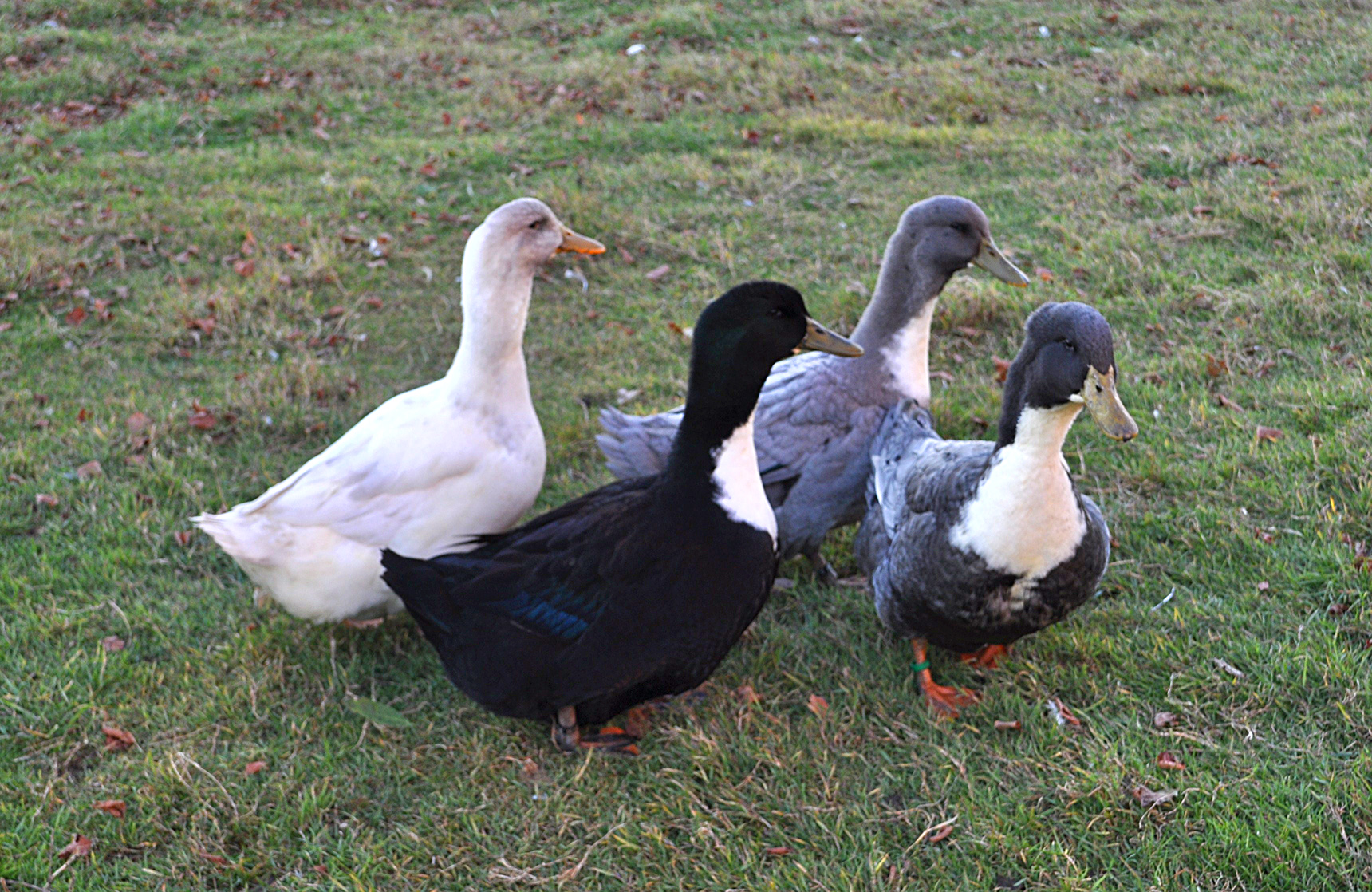
Svensk blå anka.

Svensk blå anka är en svensk lantras av ankor, med ursprung från den svenska västkusten. Den första standarden för rasen skrevs 1907. 
Den svenska blå ankan infördes troligen till Sverige från Pommern under den tid området tillhörde Sverige och kommer troligen österifrån.
Fram till 1920-talet var den populär att hålla för fjäderfäutställningar, men vid slutet av 1960-talet hade rasen blivit mycket sällsynt. Några få bestånd fanns dock kvar i Skåne, så dess fortbestånd kunde räddas. På 1970-talet förekom det individer vars härstamning från ursprunglig lantras var osäker i aveln och under senare årtionden av 1900-talet skedde även en viss inkorsning av pekinganka i lantrasen. Ett arbete för att bevara lantrasen sker i regi av Svenska lanthönsklubben.

## Kännetecken
Till storleken är rasen en medelstor anka, en hane väger 3–4 kilogram och en hona väger 2,5–3,5 kilogram. Fjäderdräkten är varierad, från vit till pärlgrå, blå och svart. Det finns alltid en vit haklapp och även några av vingpennorna är vanligen vita. Dess ben är skifferfärgade till lite orangefärgade. Hanarna har en ljust gröngul näbb, men honorna har en blågrön till svart näbb. 
Rasen är robust och kan hållas utomhus bara det finns vindskydd. Under en säsong kan en hona värpa cirka 100 ägg. Ett ägg väger mellan 80 och 90 gram. Honorna ruvar dåligt, om äggen ska kläckas behövs ofta hjälpande åtgärder.